# OQO Model 01

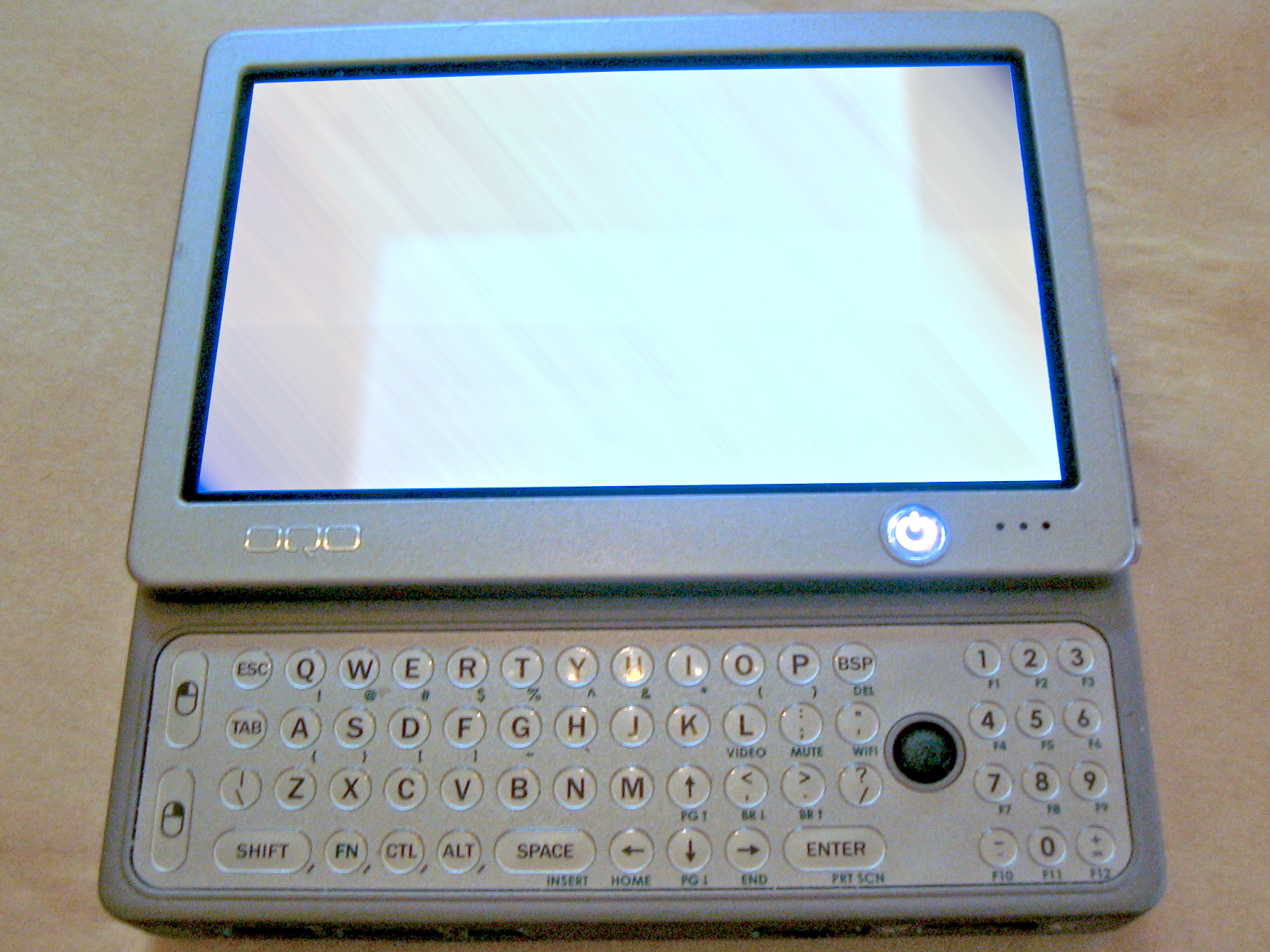
OQO Model Q1

OQO Model 01为OQO于2004年推出的超级移动电脑，此前于2004年1月份在拉斯维加斯的CES大会上首次亮相。由于多重的混乱（例如当时没有人知道超级移动电脑这个概念），有人认为OQO Model 01不是超级移动电脑而是笔记本电脑。无论如何，OQO Model 01是最早的超级移动电脑之一。此外，OQO还设计了OQO Model 02。OQO Model 01拥有外接DVD接口以及通过蓝牙使用USB等。

## 相关报道
- （简体中文）OQO Model 01——世界上最小的笔记本（页面存档备份，存于）

## 相关
- OQO
- 超级移动电脑
- OQO Model 02